# Хемпстед-Райт, Айзек
А́йзек Хе́мпстед-Райт (англ. Isaac Hempstead Wright; род. 9 апреля 1999, Лондон, Англия) — британский  актёр, известный по роли Брана Старка в телесериале «Игра престолов».

## Биография
Айзек Уильям Хемпстед-Райт родился 9 апреля 1999 года в Лондоне, Англия. Изучал актёрское мастерство в молодёжном театре Кент в Кентербери.
В 2011 году Айзек получил известность благодаря роли Брана Старка в телесериале «Игра престолов». Он снялся в первых четырёх, шестом, седьмом и восьмом сезонах телесериала. В съёмках пятого сезона он не участвовал, поскольку сюжетная линия его персонажа не вписывалась по времени в действие пятого сезона.
В 2014 году вышел мультфильм «Семейка монстров», в котором Айзек озвучил мальчика-тролля Эггса.

## Фильмография
| Год       |    | Русское название            | Оригинальное название     | Роль       |
| --------- | -- | --------------------------- | ------------------------- | ---------- |
| 2011      | ф  | Экстрасенс                  | The Awakening             | Том Хилл   |
| 2011—2019 | с  | Игра престолов              | Game of Thrones           | Бран Старк |
| 2013      | ф  | Замкнутая цепь              | Closed Circuit            | Том Роуз   |
| 2014      | мс | Гриффины                    | Family Guy                | Эйдан      |
| 2014      | мф | Семейка монстров            | The Boxtrolls             | Эггс       |
| 2016      | мф | Хулиганские сказки. Часть 2 | Revolting Rhymes Part Two | Джек       |
| 2021      | ф  | Поколение Вояджер           | Voyagers                  | Эдвард     |
| 2022      | ф  | Голубой Маврикий            | The Blue Mauritius        | Стивен     |

## Награды и номинации
| Награды и номинации | Награды и номинации            | Награды и номинации                                    | Награды и номинации | Награды и номинации | Награды и номинации |
| Год                 | Награда                        | Категория                                              | Фильм или сериал    | Результат           | Примечания          |
| ------------------- | ------------------------------ | ------------------------------------------------------ | ------------------- | ------------------- | ------------------- |
| 2012                | Премия Гильдии киноактёров США | Лучший актёрский состав в драматическом сериале        | Игра престолов      | Номинация           |                     |
| 2013                | Молодой актёр                  | Лучший молодой актёр в телесериале (комедия или драма) | Игра престолов      | Номинация           | [ 6 ]               |
| 2014                | Премия Гильдии киноактёров США | Лучший актёрский состав в драматическом сериале        | Игра престолов      | Номинация           | [ 7 ]               |
| 2015                | Behind the Voice Actors Awards | Лучший состав озвучивания в фильме                     | Семейка монстров    | Победа              |                     |
| 2018                | Премия Гильдии киноактёров США | Лучший актёрский состав в драматическом сериале        | Игра престолов      | Номинация           |                     |
| 2018                | Gold Derby Awards              | Лучший актёрский ансамбль                              | Игра престолов      | Номинация           |                     |
| 2019                | IGN Summer Movie Awards        | Приз зрительских симпатий                              | Игра престолов      | Победа              |                     |
| 2019                | IGN Summer Movie Awards        | Лучший телевизионный ансамбль                          | Игра престолов      | Номинация           |                     |
| 2020                | Премия Гильдии киноактёров США | Лучший актёрский состав в драматическом сериале        | Игра престолов      | Номинация           |                     |
| 2020                | CinEuphoria Awards             | Почётная награда                                       | Игра престолов      | Победа              |                     |